# Cremat pel sol
Cremat pel sol (en rus: Утомлённые солнцем, Utomliónnie sólntsem, literalment: "Cansats pel sol") és una pel·lícula del 1994 dirigida pel director i actor rus Nikita Mikhalkov. Entre altres premis, l'aclamat film va guanyar el Gran Premi del Festival de Cinema de Canes de 1994 i l'Oscar a la millor pel·lícula de parla no anglesa. Ha estat doblada al català.

## Argument
La història del film se situa el 1936, a les portes de l'inici de les purgues de Stalin. El coronel Serguei Kótov (Nikita Mikhalkov) -un vell i condecorat bolxevic esdevingut heroi de la Guerra Civil Russa- frueix de l'estiu a la seva arrecerada Datxa acompanyat de la seva família: la seva esposa Marússia (Ingeborga Dapkūnaitė), la seva filla Nàdia i la resta d'aristòcrates i excèntrics parents de Marússia.
Les idíl·liques vacances d'estiu són interrompudes de cop per la inesperada arribada de Mítia (Oleg Ménxikov), un expretendent de Marússia procedent de la noblesa russa i que, abans de la seva sobtada desaparició, havia col·laborat amb el reaccionari i anticomunista Exèrcit Blanc. Mítia és acollit calorosament per la família, que l'anomena en to amistós oncle Mítia. Això no obstant, malgrat l'afable i amistosa aparença del seu caràcter, el vell amic de la família ha retornat amb unes traïdorenques i malèvoles intencions: com a agent secret de l'NKVD que ha esdevingut, Mítia es vol de fet desempallegar del coronel Kótov. I per aconseguir el seu objectiu ja l'ha inculpat en una presumpta i falsa conspiració per tal que sigui arrestat.
Vells draps bruts surten a la llum quan en una furibunda discussió entre els dos camarades Mítia revela el motiu del seu profund odi envers el coronel: va ser ell qui el va obligar a allistar-se a l'NKVD, allunyant-lo així de Marússia. Kótov, per altra banda, li retreu la seva ambivalent i deslleial actitud tot acusant-lo d'haver-se prostituït a l'haver traït el seu Exèrcit Blanc a París a canvi de la pecunària recompensa oferta per la Unió Soviètica. Emparant-se amb la seva enorme popularitat i l'estreta relació que manté amb Stalin, el coronel Kótov assegura a Mítia que el règim no s'atrevirà mai a tocar-lo. Però el vell camarada -en un atac de còlera- el repta a repetir aquestes paraules a la presó de Lubianka després d'haver confessat la seva culpabilitat en una conspiració que no existeix però els càrrecs de la qual són espionatge, traïció i intent d'assassinar Stalin. Mítia afegeix que, en cas de no voler confessar, la seva família en patirà les conseqüències.
Les amenaces de Mítia es tornen realitat quan un cotxe negre de l'NKVD arriba per endur-se al coronel. Mentrestant, un grup de nens de la Komsomol arriba també a la datxa per rendir tribut a Kótov, heroi de la Revolució i de la Guerra Civil. És una paradoxal situació impregnada de cínica ironia, en què Kótov prestarà jurament a Stalin i al Partit abans de ser conduït al cotxe.
Calmat i serè, el coronel puja dignament al cotxe, assegurant que no passa res i confiat que aviat s'aclarirà el malentès. El popular heroi de guerra, a més, amenaça als agents amb trucar al número privat del seu íntim amic Stalin i d'enfonsar així les seves carreres. Això no obstant, quan avançats uns quilòmetres el coronel intenta sortir del cotxe, els agents de l'NKVD no dubten en colpejar-lo durament fins a deixar-lo reduït i sagnant. És en aquest moment quan l'ara humiliat i l'horroritzat Kótov pren per fi consciència de qui deu proveir directament l'ordre d'arrest. El cotxe negre s'allunya fins a desaparèixer a l'horitzó, darrere un gran pòster de carretera amb la imatge de Stalin.
La postdata amb la qual acaba el film revela que el coronel Serguei Kótov va ser acusat d'espionatge i condemnat a mort. Marússia va ser arrestada i va morir en un Gulag. Nàdia, malgrat també ser arrestada, va sobreviure per poder veure com Nikita Khrusxov anul·lava les tres sentències i en el present exerceix de professora de música al Kazakhstan. Mítia es va suïcidar amb un tret al cap.

## Repartiment
- Oleg Ménxikov - Mítia
- Nikita Mikhalkov - Coronel Serguei Petróvich Kótov
- Ingeborga Dapkūnaitė - Marússia
- Nadejda Mikhalkova - Nàdia
- André Oumansky - Philippe
- Viatxeslav Tíkhonov - Vsévolod
- Svetlana Kriutxkova - Mókhova
- Vladímir Ilín - Kírik
- Al·la Kazànskaia - Lídia Stepànovna
- Nina Arkhípova - Ielena Mikhàilovna
- Avangard Leóntiev - xofer
- Inna Uliànova - Olga Nikolàievna
- Liubov Rúdneva - Liuba
- Vladímir Riàbov - agent de l'NKVD
- Vladímir Beloússov - agent de l'NKVD

## Premis
- Guanyadora del Gran Premi del Festival de Cinema de Cannes de 1994.
- Guanyadora de l'Oscar a la millor pel·lícula de parla no anglesa